# Беријеви амандмани
Беријеви амандмани назив је за одредбе Изборног закона БиХ које регулишу избор делегата у Дом народа Парламента Федерације БиХ. Увео их је шеф мисије ОЕБС-а у Босни и Херцеговини Роберт Бери, а њима је омогућено да делегате у Дому народа Парламента ФБиХ, без обзира на њихову националност, могу предлагати и бирати сви представници у скупштинама кантона Федерације БиХ. Тиме је постојање Дома народа као заштитног механизма конститивних народа обесмислено. Привремена изборна комисија усвојила је Беријеве приједлоге 14. октобра 2000, мјесец дана прије одржавања општих избора.
Беријеви приједлози увелике су критиковани због тога што је њима нарушена конститутивност Хрвата у Босни и Херцеговини јер је омогућено да њихове делегате у Дому народа Федерације БиХ бирају бројчано већински Бошњаци. Примјерице, Босанско-подрињски кантон Горажде, у којем живи свега неколико Хрвата, бира једног делегата Хрвата у Дому народа Парламента ФБиХ, док примјерице Посавски кантон, у којем живи око 40 хиљада Хрвата бира исти број делегата. Исто тако Тузлански, Сарајевски, Зеничко-добојски и Унско-сански кантон, гдје живи мали постотак Хрвата бирају од једног до два делегата у федералном Дому народа који су изабрани од стране Бошњака.
На дотичне промјене Изборног закона реаговало је хрватско политичко вођство које је 28. октобра 2000. у Новом Травнику након сједнице Хрватског народног сабора прогласило Хрватску самоуправу у БиХ као заштитни механизам конститутивности Хрвата. За њеног челника изабран је Мартин Рагуж, као предсједник Међукантоналог-међуопштинског савјета. Потези хрватског вођства оштро су критиковани од стране бошњачких политичара као покушај подривања уставног поретка и нарушавања територијалног интегритета БиХ. Ускоро је услиједила реакција високог представника Волфганга Петрича који је смијенио Анту Јелавића са функције хрватског члана Предсједништва 7. марта 2001, док је члановима ХДЗ-а забрањена политичка активност.
Беријеви амандмани омогућили су такође избор нелегалне и нелегитимне тзв. "платформашке" Владе Федерације БиХ, предсједника Федерације БиХ Живка Будимира и двојице потпредсједника, Мирсада Кебе и Светозара Пударића у марту 2011. За њихово именовање гласало је 5 од укупно 17 хрватских делегата у федералном Дому народа, четири члана СДП-а и један Народне странке Радом за бољитак Младена Иванквића Лијановића. Централна изборна комисија прогласила је избор нелегалним, јер је за избор била потребна подршка једне трећине, односно шест хрватских делегата. Међутим, високи представник Валентин Инцко суспендовао је одлуке ЦИК-а, образложењем да је 5 трећина од 17.